# Dasyprocta ruatanica
Espèce
Statut de conservation UICN

 EN B1ab(ii,iii,v) : En danger
Dasyprocta ruatanica est une espèce de rongeurs de la famille des Dasyproctidae. C'est une espèce de mammifère terrestre vivant au Honduras. C'est un animal présumé endémique de Roatán, une île de la mer des Caraïbes, où on le rencontre dans les forêts. Cet agouti est en danger de disparition à cause de la destruction de son habitat et de la chasse.
L'espèce a été décrite pour la première fois en 1901 par le zoologiste britannique Michael Rogers Oldfield Thomas (1858-1929).